# Francesco Lepore
Francesco Lepore (Benevento, 9 de mayo de 1976) es un ex sacerdote de la arquidiócesis de Benevento y funcionario menor de la Curia romana que se convirtió en periodista y activista LGBTQ después de dejar la iglesia.

## Biografía
Francesco Lepore nació el 9 de mayo de 1976 en Benevento, siendo el segundo hijo del profesor de latín, erudito medieval y rector del Liceo, Carmelo y su esposa Rita Prisco, profesora de francés. Ingresó al seminario de su ciudad natal a los 15 años, sintiendo su vocación al sacerdocio. El 2 de julio de 1990, al encontrarse con Juan Pablo II en Benevento, le entrega una carta en la que le cuenta su vocación y la oposición de sus padres. En el seminario, Francesco frecuenta las tres clases del bachillerato clásico y el quinquenio filosófico-teológico. Como luego le diría al sociólogo Frédéric Martel, quien dedicó todo el primer capítulo del bestseller internacional Sodoma (2019) a su historia, el motivo que más lo impulsó a emprender el camino hacia el sacerdocio fue la conciencia de su homosexualidad. La homosexualidad, vivida como mancha y pecado para ser expiado a través de una vida dedicada al servicio de Cristo y de los demás. En el seminario Francesco vivió años de rigor ascético (incluido el uso de instrumentos de penitencia corporal), intensa oración y profundo estudio, observando escrupulosamente el sexto mandamiento hasta la ordenación, que tuvo lugar el 13 de mayo de 2000 con un año de dispensa canónica ligado a la edad joven. Lepore se mudó a Roma para completar sus estudios de posgrado en la Pontificia Universidad de la Santa Cruz, obteniendo su licenciatura en Sagrada Teología en 2003.

### Carrera en el Vaticano
Lepore se mudó al Vaticano el 1 de diciembre de 2003 y trabajó como funcionario en el departamento latino de la Secretaría de Estado de la Santa Sede hasta el 31 de enero de 2005. Más adelante en su carrera, se mudó a la Biblioteca Apostólica Vaticana, convirtiéndose en secretario del cardenal francés Jean-Louis Tauran. En los años de su sacerdocio, que dejó en 2006, Lepore escribió libros y artículos sobre la historia de la mariología. Obtuvo un laurea en Literatura Antigua en la Universidad LUMSA de Roma en 2006 con una tesis titulada Spero eius me patrocinio salvari. Aspetti dell’omiletica mariana occidentale della seconda metà dell’VIII secolo ("Spero eius me patrocinio salvari. Aspectos de la homilética mariana occidental de la segunda mitad del siglo VIII"), guiada por Bruno Luiselli.

### Post Vaticano
Después de dejar el Vaticano y el sacerdocio, Lepore fue editor de GayNews.it publicado por Franco Grillini. El Papa Francisco firmó los documentos de dispensa de Lepore en agosto de 2014, retirándolo de los votos clericales. A los 30 años, Francesco estaba decidido a vivir abiertamente su homosexualidad; la salida del clóset "doble" a los padres y la iglesia provocó una relación conflictiva con sus padres, que se enmendó solo cuatro años después.
Es columnista en Linkiesta, escribe artículos sobre los derechos LGBTQ y sobre el Vaticano, y escribe blogs en latín. En su blog en latín, titulado O tempora, o mores, comenta noticias diarias sobre política, criminalidad, salud, costumbres, derechos civiles con un estilo clásico y a la vez moderno a través de neologismos, para cuyo uso fue introducido en los años de experiencia vaticana. Por su actividad periodística y literaria recibió elogios de The Times y The New York Times, que definieron a Linkiesta como «una publicación antipopulista y orgullosamente elitista».
Actualmente vive en Palermo con Michele Nicolosi, trabajador de Poste Italiane.

## Obras seleccionadas
- Pax in virtute. Miscellanea di studi in onore del Card. Giuseppe Caprio (edited by Francesco Lepore and Donato D’Agostino), Ciudad del Vaticano: Libreria Editrice Vaticana.  2003. ISBN 8820974347.
- Il Sermone In festivitate sanctae Mariae Reginae Caeli di Davide di Benevento (sec. VIII ex.), Ciudad del Vaticano: Pontificia Accademia Mariana Internationalis. 2003. ISBN 889006093X.
- Signum magnum apparuit in caelo. L'Immacolata, segno della bellezza e dell'amore di Dio. Atti del Convegno diocesano (Benevento, 20-23 maggio 2004), (edited by Francesco Lepore), Ciudad del Vaticano: Pontificia Accademia Mariana Internationalis. 2005 (con prefacio del cardenal Joseph Ratzinger). ISBN 8890060964.
- La Virgo Mirabilis in Paolo Diacono. Spunti di riflessione mariana tra admiratio, invocatio e imitatio, in "Theotokos", 16/1 (2008): pp. 231–243.
- Epifanio di Callistrato e la prosopografia mariana. Fortuna d'un genere letterario bizantino, in "Theotokos", 16/2 (2008): pp. 97–114.
- Vincenzo M. Orsini (Benedetto XIII) e la Chiesa del suo tempo, in "Rivista di Storia della Chiesa in Italia", 53/1 (2009): pp. 125–158.
- La figura della Vergine nella spiritualità monastica e nella liturgia dell’XI secolo, in "Theotokos", 17/1 (2009): pp. 33–49.
- Il Purgatorio ragionato di Francesco Longano (1729-1796). Storia ed edizione d’un trattato illuministico-massonico sulla purificazione ultraterrena (Vat. lat. 15366), in "Miscellanea Bibliothecae Apostolicae Vaticanae", 20 (2014): pp. 493–575.
- Seraphica charitas. Note storico-critiche sull'alcantarino Carlo di S. Pasquale (1818-1878), Ciudad del Vaticano: Libreria Editrice Vaticana, 2016. ISBN 8820997681.
- Stonewall. Memoria e futuro di una rivolta, (edited by Francesco Lepore and Yuri Guaiana), Catania: Villaggio Maori Edizioni. 2019. ISBN 8894898563.
- Il delitto di Giarre. 1980: un «caso insoluto» e le battaglie del movimento LGBT+ in Italia. Rizzoli Libri. 2021. ISBN 8817157406.[9]